# 高村公平
高村 公平（たかむら こうへい、1976年6月10日 - ）は、熊本県を拠点に活躍しているローカルタレント。熊本県人吉市出身、熊本県立人吉高等学校、熊本学園大学卒業。血液型A型。
タレント活動は、地元熊本と福岡が中心。番組出演のほか、結婚式、CM、イベントの司会など、多彩にこなす。

## 来歴
大学在学中に、あまり興味はなかったが、モデルとタレント活動を始める。
1999年より、TKUテレビ熊本制作の若者向け情報番組『若っ人ランド』のリポーター兼MCを務めている。
人吉・球磨地域の月刊情報誌『どぅぎゃん』に隔月でエッセイを連載している。

## 人物
- 普段は根暗で寂しがり屋で、いざというときに失敗するという[1][要ページ番号]。
- 高校では陸上部に所属し、槍投げを専攻。熊本県で2位になるなど好成績だった[1][要ページ番号]。
- 数学に自信があるそうで、学生時代の全国模試で1位になったこともある[1][要ページ番号]。
- 番組の温泉リポートで上手くコメントできなかった自分に腹が立ち猛勉強した結果、今では「触っただけで泉質が分かる」と豪語するほど温泉に詳しくなった[1][要ページ番号]。

## 出演

### テレビ番組
- 若っ人ランド（1999年4月 - 、テレビ熊本） - MC
- ももち浜ストア（テレビ西日本、月曜コメンテーター兼「フクオカQ」コーナー担当）
- めんたいワイド（FBS福岡放送、ロケ・VTRレポーター）
- タマリバ（2012年4月 - 2013年9月、テレビ西日本） - MC
- HRK すらっと宣言 お買い得テレビショッピング「週刊女性2週間ダイエットチャレンジ」（民放（地上波）、レポーター）
- 博多魚助うまいもん市場「魚助のあかもく」-うまいもん調査隊（レポーター）

### 映画
- チキン・リトル（吹き替え）